# Andrés García de Céspedes
Andres Garcia de Céspedes (Sevilla?, 1560; Madrid, 1611), cosmògraf espanyol del Renaixement.

## Biografia
Va ser cartògraf del Consell d'Índies i fabricant d'instruments nàutics. Cosmògraf i Pilot Major de la Casa de Contractació de Sevilla, on va residir habitualment.
Va viatjar per Portugal, al servei de l'arxiduc Albert, adquirint bons coneixements sobre cosmografia, en passar a net els descobriments dels diferents cosmògrafs.
En morir el senyor Pere Ambròs de Onderiz, se'l va nomenar per a ocupar el seu lloc i controlar els padrons de les cartes nàutiques, encarregant-se de les seves modificacions, per donar als navegants la informació oficial sobre els nous territoris. (Que no sempre era l'autèntica)
Era un gran matemàtic i veient l'auge de les matemàtiques com a base imprescindible per a la comprensió de l'astronomia, li va proposar al Rei la creació d'una escola d'alta matemàtica, al Monestir de l'Escorial, per estudiar i difondre el seu coneixement, així al tenir junts a tots els savis podrien compartir les seves troballes. Basant-se en ells, va idear un sistema per a la construcció de rellotges de Sol i va inventar un mecanisme que facilitava la mesura de la declinació magnètica (variació de l'agulla nàutica respecte al nord magnètic).
Va ser cridat a la Cort en diverses ocasions, per formar part de diferents comissions científiques. Estava obsessionat en l'observació dels eclipsis de Sol i de lluna, dels que va treure deduccions per al càlcul de longituds i poder situar els territoris en el globus terraqüi
Amb aquestes bases realitzar un treball molt important juntament amb Luis Jorge de la Barbuda, per encàrrec de Felip II el 1596, davant els dubtes sobre la divisió del món que s'havia fet per part dels portuguesos i que s'acceptava com a bona, d'acord amb el Tractat de Tordesillas
Va observar a Valladolid el 1602 la refracció dels rajos solars, i el 1606 va publicar a Madrid dos llibres molt importants: El Llibre d'instruments nous de Geometria i el Regiment de navegació que va hazer el Rei nostre Senyor per ordre del seu Consell Reial de les índies. L'últim de gran interès històric, perquè a més d'exposar les investigacions personals per a la determinació de l'alçada del Pol, conté rectificacions i observacions als treballs de Laban, Pedro Núñez, Zamorano, Tovar i altres,
Es va fer seves dues obres inèdites escrites per Alonso de Santa Cruz: el Astronómico real y el Islario general. En ambdós casos va raspar l'autor original i va escriure el seu nom en el seu lloc.

## Obres
- Libro de instrumentos nuevos de Geometría, muy necessarios para medir distancias, y alturas, sin que intervengan números, cómo se demuestra en la práctica. De más desto se ponen otros tratados, como es uno de conduzir aguas, Madrid 1606,, explica la teoria dels instruments: quadrant original de Céspedes, vara de Jacob o ballesta i nivell de cavallet.
- Teoría y fábrica del Astrolabio y usos de él.
- Comentarios a la Esfera de Sacrobosco.
- Comentario a las Teóricas de planetas de Jorge Purbachio, con el comento de Andrés García de Céspedes, traducida al castellano por el mismo y acrecentadas de muchas figuras..--en ell hi diu-«contenen tres parts: a la primera les teòriques segons la doctrina de Copèrnic, en la segona es declara, segons les nostres observacions, les causes perquè van errats els moviments del Sol i Lluna, així en Copèrnic com en el rei D. Alfons, en la tercera es diu de les estacions dels planetes amb un tractat de paral·laxi». (Biblioteca de l'Acadèmia de la Història, signatura 26-1 ª-D-20)

- Equatorios o Teóricas, por los quales sin tablas se pueden saber los lugares de los Planetas en longitud y latitud. También se ponen instrumentos con que saber los eclipses.
- Teóricas según la doctrina de Copérnico.
- Perspectiva teórica y Práctica.

- Mechanicas, descripció de trenta màquines diverses.
- Relojes de Sol. (fabricació).
- Regimiento de nauegación q[ue] mando hazer el Rei nuestro señor por orden de su Conseio Real de las Indias a Andres Garcia de Cespedes su cosmografo maior, siendo presidente en el dicho consejo el conde de Lemos, (Consejo de Indias), Madrid: En casa de Iuan de la Cuesta, año 1606.(D'aquest llibre es va fer una edició pòstuma a París el 1620).
- Tratado de Hidrografía, (segona part del Regiment de navegació).
- Libro de los relojes de Sol, num. 9, « los enseña a fabricar en cualquiera superficie que sea y a descrevir en ellos todos los círculos que quisieran imaginar en el primer móvil y esto por diferentes caminos». (Ms. a l'Acadèmia de la Història, segons Fernández Duro).
- Questión de Artillería, on s'exposen algunes demostracions curioses.